# كيث الكسندر (موسيقي)
كيث الكسندر (بالإنجليزية: Keith Alexander)‏ هو موسيقي أمريكي، ولد في 23 نوفمبر 1963 في بروكلين في الولايات المتحدة، وتوفي في 11 يوليو 2005 بسبب حادث مرور.

## وصلات خارجية
- كيث الكسندر على موقع IMDb (الإنجليزية)
- كيث الكسندر على موقع ميوزك برينز (الإنجليزية)
- كيث الكسندر على موقع ديسكوغز (الإنجليزية)